# 巴黎海灘

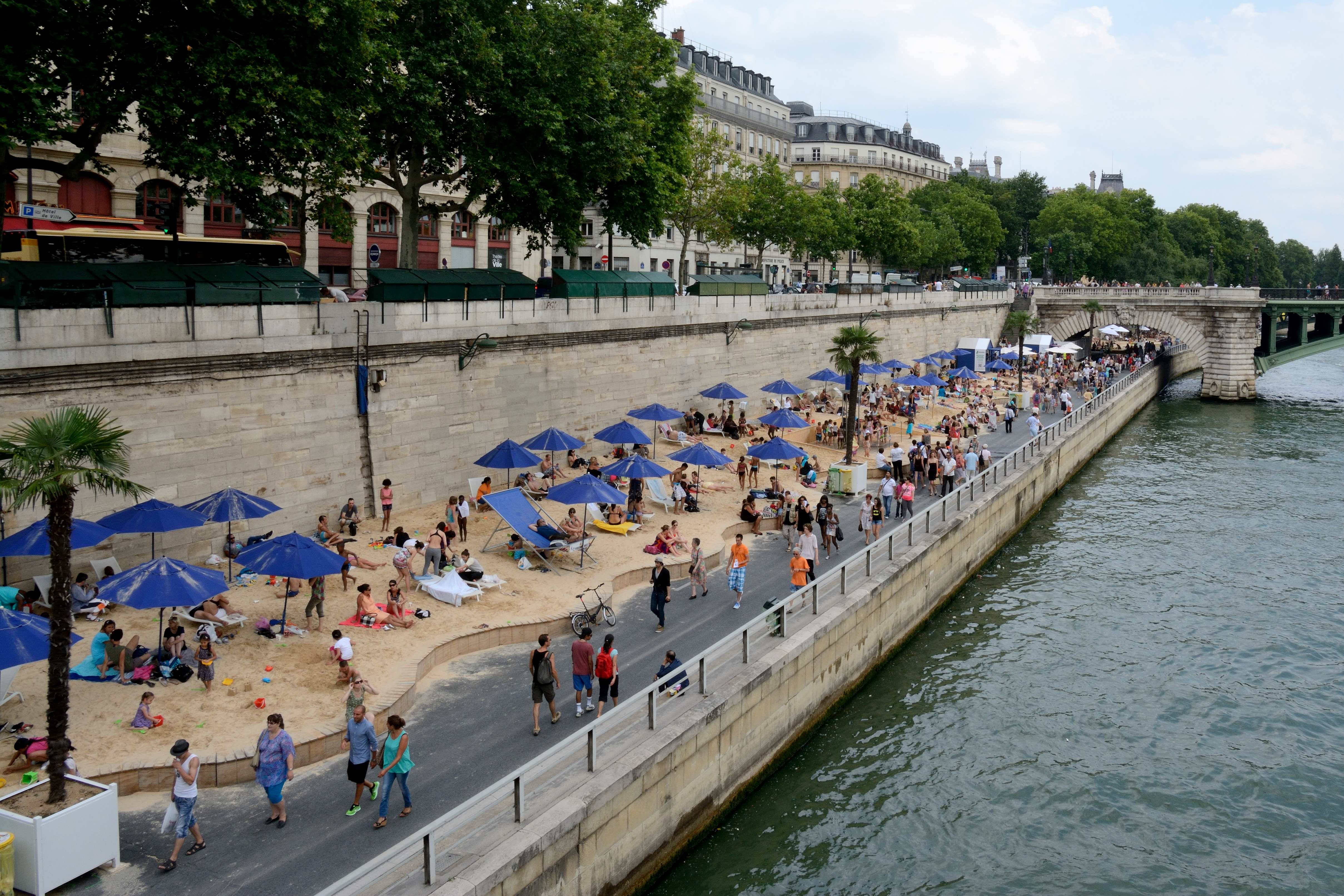
2013年的巴黎海灘活動

巴黎海灘（法語：Paris-Plages）是巴黎在每年夏季都會舉辦的活動。在每年的7月和8月，巴黎都會將塞納河岸的部分地區鋪上沙子形成人工沙灘。

## 历史
巴黎海灘的計劃開始於2002年，最初的目的為了在暑假給無法休假的巴黎人提供一個休閒的空間。和真正的海灘不同的是，巴黎海灘禁止裸露上身進行日光浴，也禁止在塞納河游泳。巴黎海灘自從開始之後取得很大成功，2007年時已吸引超過400萬人使用。